# Federazione cestistica della Polonia
La Polski Związek Koszykówki (acronimo PZKosz) è l'ente che controlla e organizza la pallacanestro in Polonia.
La federazione controlla inoltre la nazionale di pallacanestro della Polonia. Ha sede ad Varsavia e l'attuale presidente è Radosław Piesiewicz.
È affiliata alla FIBA dal 1934 e organizza il campionato di pallacanestro polacco.